# Rogues de Hangest
Rogues de Hangest, signore di Avesnecourt (... – 1352), è stato un militare francese, maresciallo di Francia dal 1º agosto 1352.

## Biografia
Fu impiegato in tutte le maggiori questioni di Stato, sia in pace che in guerra, al servizio dei re di Francia, da Filippo V a Giovanni II.
Nel mese di gennaio 1318 ebbe l'ordine di recarsi a Corbie con il vescovo di Mende e il conte di Clermont, per trattare la pace fra la contessa d'Artois ed i nobili del suo Paese; partì quindi per Parigi, per la campagna contro i Fiamminghi.
Filippo di Valois gli donò il feudo di Jouy-sur-Morin nel giugno 1328, in cambio di una rendita di 100 lire tornesi sul tesoro reale, rendita che il suocero, il signore di Montmorency, gli aveva ceduto dandogli in sposa la figlia.
Combatté durante la guerra dei cent'anni contro gli inglesi, al servizio del duca di Normandia nel 1337 e 1338, e con 4 cavalieri e 29 scudieri combatté alla battaglia di Bouvines nel 1340.
Ottenne la carica di panettiere di Francia l'11 febbraio 1344; succedette a Guy II de Nesle nella carica di maresciallo di Francia nell'agosto 1352. Morì nel novembre del medesimo anno.
Era figlio di Jean de Hangest e di Jeanne de la Tournelle; sposò Isabeau de Montmorency, figlia di Mathieu IV di Montmorency e Jeanne de Levis, da cui ebbe Jean IV, signore di Hangest, che gli succedette, ed il figlio cadetto Aubert. Sposò nel 1335 in seconde nozze Alix de Garlande.